# Eupithecia veleta
Eupithecia veleta är en fjärilsart som beskrevs av Paul Dognin 1899. Eupithecia veleta ingår i släktet Eupithecia och familjen mätare. Inga underarter finns listade i Catalogue of Life.